# Burkholderia mallei
Burkholderia mallei (лат.) — вид полиморфных грамотрицательных неподвижных бактерий рода буркхольдерий (Burkholderia). Возбудитель сапа, патогенен для человека и животных (лошади, мулы). Используется как биологическое оружие, потенциальный объект биотерроризма, отнесён ко II группе патогенности.

## Систематика
Возбудитель сапа был открыт в 1882 году Фридрихом Лёффлером (нем. Friedrich August Johannes Loeffler, 1852—1915), описана немецким ботаником и биологом Фридрихом Цопфом 
(1846—1909) в 1885 году под названием «Bacillus mallei». В 1966 году бактерия была перенесена в род Pseudomonas на базе особенностей пищевых потребностей и биохимических свойств. В 1973 году Пеллерони (Palleroni) по данным РНК-ДНК гибридизации разделил род Pseudomonas на 5 групп гомологии, где Pseudomonas mallei была включена в группу II. В 1993 году Yabuuchi, Kosako, Oyaizu, Yano, Hotta, Hashimoto, Ezaki и Arakawa на основании данных анализа 16S рРНК, ДНК-ДНК гибридизации и состава жирных кислот клеточной стенки выделили все семь видов группы гомологии II в отдельный род Burkholderia. Burkholderia mallei очень близка к Burkholderia pseudomallei и Burkholderia thailandensis.

## Биологические свойства

### Морфология
Burkholderia mallei представляет собой прямую или слегка изогнутую палочковидную бактерию 2—5 × 0,5—0,8 мкм. Не образует капсул и спор, неподвижна.

### Культуральные свойства
Хемоорганогетеротроф, облигатный аэроб. Растёт на простых питательных средах, в особенности с добавками глицерина. На агаризованных питательных средах плоские гладкие слизистые серые колонии, на агаре Мак Конки нет роста либо белые-розоватые колонии.

### Геном
Геном B. mallei обладает высокой пластичностью за счёт наличия большого числа IS-элементов, микросателлитов (SSR) (более 12000) и массивных геномных перестроек. Определённую роль в эволюции B. mallei как патогенного для животных и человека микроорганизма сыграли потери генов. Определена нуклеотидная последовательность геномов некоторых штаммов B. mallei. Геном B. mallei штамма ATCC 23344 представлен двумя хромосомами. Хромосома I представляет собой кольцевую двуцепочечную молекулу ДНК размером 3510148 п.н. и содержит 3393 генов, из которых 2995 кодируют белки. Хромосома II представляет собой кольцевую двуцепочечную молекулу ДНК размером 2325379 п.н. и содержит 2115 генов, из которых 2029 кодируют белки. B. mallei штамм NCTC 10229 содержит 2 двуцепочечные кольцевые хромосомы размером 3458208 и 2284095 п.н. и содержат соответственно 3409 и 2215 генов, из которых 3333 на хромосоме I и 2177 на хромосоме II кодируют белки.

## Патогенность
B. mallei патогенна для человека и животных, является возбудителем зоонозной антропоургической инфекции — сапа. При сапе в органах и тканях поражённого организма образуются специфические гранулёмы, пустулы и абсцессы. B. mallei способна синтезировать белки, связывающиеся с актином. Значение для патогенеза имеет способность к синтезу внеклеточных полисахаридов. B. mallei обладает резистентностью к некоторым антибиотикам. Ввиду высокой патогенности для человека и животных B. mallei использовалась в качестве биологического оружия во времена гражданской войны в Америке, а также в I и II мировых войнах и является потенциальным агентом биотерроризма. Отмечены случаи внутрилабораторного заражения.